# Đại dịch COVID-19 tại Azerbaijan
Đại dịch COVID-19 đã được xác nhận đã lan sang Azerbaijan khi trường hợp đầu tiên được xác nhận vào tháng 2 năm 2020.
Tính đến hết ngày 13 tháng 4 năm 2024, Azerbaijan ghi nhận 835,234 trường hợp mắc COVID-19 và 10,400 trường hợp tử vong.

## Dòng thời gian
| COVID-19 tại Azerbaijan () Tử vong Hồi phục Đang điều trị Thg 2Thg 3Thg 4Thg 5Thg 6Thg 7Thg 8Thg 9Thg 10Thg 11Thg 1215 ngày gần nhất15 ngày gần nhất | COVID-19 tại Azerbaijan () Tử vong Hồi phục Đang điều trị Thg 2Thg 3Thg 4Thg 5Thg 6Thg 7Thg 8Thg 9Thg 10Thg 11Thg 1215 ngày gần nhất15 ngày gần nhất | COVID-19 tại Azerbaijan () Tử vong Hồi phục Đang điều trị Thg 2Thg 3Thg 4Thg 5Thg 6Thg 7Thg 8Thg 9Thg 10Thg 11Thg 1215 ngày gần nhất15 ngày gần nhất | COVID-19 tại Azerbaijan () Tử vong Hồi phục Đang điều trị Thg 2Thg 3Thg 4Thg 5Thg 6Thg 7Thg 8Thg 9Thg 10Thg 11Thg 1215 ngày gần nhất15 ngày gần nhất | COVID-19 tại Azerbaijan () Tử vong Hồi phục Đang điều trị Thg 2Thg 3Thg 4Thg 5Thg 6Thg 7Thg 8Thg 9Thg 10Thg 11Thg 1215 ngày gần nhất15 ngày gần nhất |
| --- | --- | --- | --- | --- |
| Ngày | Ngày | | Ca nhiễm | Tử vong |
| 2020-02-28 | 2020-02-28 | | 1(n.a.) | |
| 2020-02-29 | 2020-02-29 | | 3(+200%) | |
| ⋮ | ⋮ | | 3(=) | |
| 2020-03-05 | 2020-03-05 | | 6(+100%) | |
| 2020-03-06 | 2020-03-06 | | 9(+50%) | |
| ⋮ | ⋮ | | 9(=) | |
| 2020-03-09 | 2020-03-09 | | 11(+22%) | |
| 2020-03-10 | 2020-03-10 | | 13(+18%) | |
| 2020-03-11 | 2020-03-11 | | 15(+15%) | |
| 2020-03-12 | 2020-03-12 | | 15(=) | 1(n.a.) |
| 2020-03-13 | 2020-03-13 | | 19(+27%) | 1(=) |
| 2020-03-14 | 2020-03-14 | | 19(=) | 1(=) |
| 2020-03-15 | 2020-03-15 | | 25(+32%) | 1(=) |
| 2020-03-16 | 2020-03-16 | | 25(=) | 1(=) |
| 2020-03-17 | 2020-03-17 | | 34(+36%) | 1(=) |
| 2020-03-18 | 2020-03-18 | | 34(=) | 1(=) |
| 2020-03-19 | 2020-03-19 | | 44(+29%) | 1(=) |
| 2020-03-20 | 2020-03-20 | | 44(=) | 1(=) |
| 2020-03-21 | 2020-03-21 | | 53(+20%) | 1(=) |
| 2020-03-22 | 2020-03-22 | | 65(+23%) | 1(=) |
| 2020-03-23 | 2020-03-23 | | 72(+11%) | 1(=) |
| 2020-03-24 | 2020-03-24 | | 87(+21%) | 1(=) |
| 2020-03-25 | 2020-03-25 | | 93(+6,9%) | 2(+100%) |
| 2020-03-26 | 2020-03-26 | | 122(+31%) | 3(+50%) |
| 2020-03-27 | 2020-03-27 | | 165(+35%) | 3(=) |
| 2020-03-28 | 2020-03-28 | | 182(+10%) | 4(+33%) |
| 2020-03-29 | 2020-03-29 | | 209(+15%) | 4(=) |
| 2020-03-30 | 2020-03-30 | | 273(+31%) | 4(=) |
| 2020-03-31 | 2020-03-31 | | 298(+9,2%) | 5(+25%) |
| 2020-04-01 | 2020-04-01 | | 359(+20%) | 5(=) |
| 2020-04-02 | 2020-04-02 | | 400(+11%) | 5(=) |
| 2020-04-03 | 2020-04-03 | | 443(+11%) | 5(=) |
| 2020-04-04 | 2020-04-04 | | 521(+18%) | 5(=) |
| 2020-04-05 | 2020-04-05 | | 584(+12%) | 7(+40%) |
| 2020-04-06 | 2020-04-06 | | 641(+9,8%) | 7(=) |
| 2020-04-07 | 2020-04-07 | | 717(+12%) | 8(+14%) |
| 2020-04-08 | 2020-04-08 | | 822(+15%) | 8(=) |
| 2020-04-09 | 2020-04-09 | | 926(+13%) | 9(+12%) |
| 2020-04-10 | 2020-04-10 | | 991(+7%) | 10(+11%) |
| 2020-04-11 | 2020-04-11 | | 1.058(+6,8%) | 11(+10%) |
| 2020-04-12 | 2020-04-12 | | 1.098(+3,8%) | 11(=) |
| 2020-04-13 | 2020-04-13 | | 1.148(+4,6%) | 12(+9,1%) |
| 2020-04-14 | 2020-04-14 | | 1.197(+4,3%) | 13(+8,3%) |
| 2020-04-15 | 2020-04-15 | | 1.253(+4,7%) | 13(=) |
| 2020-04-16 | 2020-04-16 | | 1.283(+2,4%) | 15(+15%) |
| 2020-04-17 | 2020-04-17 | | 1.340(+4,4%) | 15(=) |
| 2020-04-18 | 2020-04-18 | | 1.373(+2,5%) | 18(+20%) |
| 2020-04-19 | 2020-04-19 | | 1.398(+1,8%) | 19(+5,6%) |
| 2020-04-20 | 2020-04-20 | | 1.436(+2,7%) | 19(=) |
| 2020-04-21 | 2020-04-21 | | 1.480(+3,1%) | 20(+5,3%) |
| 2020-04-22 | 2020-04-22 | | 1.518(+2,6%) | 20(=) |
| 2020-04-23 | 2020-04-23 | | 1.548(+2%) | 20(=) |
| 2020-04-24 | 2020-04-24 | | 1.592(+2,8%) | 21(+5%) |
| 2020-04-25 | 2020-04-25 | | 1.617(+1,6%) | 21(=) |
| 2020-04-26 | 2020-04-26 | | 1.645(+1,7%) | 21(=) |
| 2020-04-27 | 2020-04-27 | | 1.678(+2%) | 22(+4,8%) |
| 2020-04-28 | 2020-04-28 | | 1.717(+2,3%) | 22(=) |
| 2020-04-29 | 2020-04-29 | | 1.766(+2,9%) | 23(+4,5%) |
| 2020-04-30 | 2020-04-30 | | 1.804(+2,2%) | 24(+4,3%) |
| 2020-05-01 | 2020-05-01 | | 1.854(+2,8%) | 25(+4,2%) |
| 2020-05-02 | 2020-05-02 | | 1.894(+2,2%) | 25(=) |
| 2020-05-03 | 2020-05-03 | | 1.932(+2%) | 25(=) |
| 2020-05-04 | 2020-05-04 | | 1.984(+2,7%) | 26(+4%) |
| 2020-05-05 | 2020-05-05 | | 2.060(+3,8%) | 26(=) |
| 2020-05-06 | 2020-05-06 | | 2.127(+3,3%) | 28(+7,7%) |
| 2020-05-07 | 2020-05-07 | | 2.204(+3,6%) | 28(=) |
| 2020-05-08 | 2020-05-08 | | 2.279(+3,4%) | 28(=) |
| 2020-05-09 | 2020-05-09 | | 2.422(+6,3%) | 31(+11%) |
| 2020-05-10 | 2020-05-10 | | 2.519(+4%) | 32(+3,2%) |
| 2020-05-11 | 2020-05-11 | | 2.589(+2,8%) | 32(=) |
| 2020-05-12 | 2020-05-12 | | 2.693(+4%) | 33(+3,1%) |
| 2020-05-13 | 2020-05-13 | | 2.758(+2,4%) | 35(+6,1%) |
| 2020-05-14 | 2020-05-14 | | 2.879(+4,4%) | 35(=) |
| 2020-05-15 | 2020-05-15 | | 2.980(+3,5%) | 36(+2,9%) |
| 2020-05-16 | 2020-05-16 | | 3.138(+5,3%) | 36(=) |
| 2020-05-17 | 2020-05-17 | | 3.274(+4,3%) | 39(+8,3%) |
| 2020-05-18 | 2020-05-18 | | 3.387(+3,5%) | 40(+2,6%) |
| 2020-05-19 | 2020-05-19 | | 3.518(+3,9%) | 41(+2,5%) |
| 2020-05-20 | 2020-05-20 | | 3.631(+3,2%) | 43(+4,9%) |
| 2020-05-21 | 2020-05-21 | | 3.749(+3,2%) | 44(+2,3%) |
| 2020-05-22 | 2020-05-22 | | 3.855(+2,8%) | 46(+4,5%) |
| 2020-05-23 | 2020-05-23 | | 3.982(+3,3%) | 49(+6,5%) |
| 2020-05-24 | 2020-05-24 | | 4.122(+3,5%) | 49(=) |
| 2020-05-25 | 2020-05-25 | | 4.271(+3,6%) | 51(+4,1%) |
| 2020-05-26 | 2020-05-26 | | 4.403(+3,1%) | 52(+2%) |
| 2020-05-27 | 2020-05-27 | | 4.568(+3,7%) | 54(+3,8%) |
| 2020-05-28 | 2020-05-28 | | 4.759(+4,2%) | 56(+3,7%) |
| 2020-05-29 | 2020-05-29 | | 4.989(+4,8%) | 58(+3,6%) |
| 2020-05-30 | 2020-05-30 | | 5.246(+5,2%) | 61(+5,2%) |
| 2020-05-31 | 2020-05-31 | | 5.494(+4,7%) | 63(+3,3%) |
| 2020-06-01 | 2020-06-01 | | 5.662(+3,1%) | 68(+7,9%) |
| 2020-06-02 | 2020-06-02 | | 5.935(+4,8%) | 71(+4,4%) |
| 2020-06-03 | 2020-06-03 | | 6.260(+5,5%) | 76(+7%) |
| 2020-06-04 | 2020-06-04 | | 6.522(+4,2%) | 78(+2,6%) |
| 2020-06-05 | 2020-06-05 | | 6.860(+5,2%) | 82(+5,1%) |
| 2020-06-06 | 2020-06-06 | | 7.239(+5,5%) | 84(+2,4%) |
| 2020-06-07 | 2020-06-07 | | 7.553(+4,3%) | 88(+4,8%) |
| 2020-06-08 | 2020-06-08 | | 7.876(+4,3%) | 93(+5,7%) |
| 2020-06-09 | 2020-06-09 | | 8.191(+4%) | 98(+5,4%) |
| 2020-06-10 | 2020-06-10 | | 8.530(+4,1%) | 102(+4,1%) |
| 2020-06-11 | 2020-06-11 | | 8.882(+4,1%) | 108(+5,9%) |
| 2020-06-12 | 2020-06-12 | | 9.218(+3,8%) | 113(+4,6%) |
| 2020-06-13 | 2020-06-13 | | 9.570(+3,8%) | 115(+1,8%) |
| 2020-06-14 | 2020-06-14 | | 9.957(+4%) | 119(+3,5%) |
| 2020-06-15 | 2020-06-15 | | 10.324(+3,7%) | 122(+2,5%) |
| 2020-06-16 | 2020-06-16 | | 10.662(+3,3%) | 126(+3,3%) |
| 2020-06-17 | 2020-06-17 | | 10.991(+3,1%) | 133(+5,6%) |
| 2020-06-18 | 2020-06-18 | | 11.329(+3,1%) | 139(+4,5%) |
| 2020-06-19 | 2020-06-19 | | 11.767(+3,9%) | 143(+2,9%) |
| 2020-06-20 | 2020-06-20 | | 12.238(+4%) | 148(+3,5%) |
| 2020-06-21 | 2020-06-21 | | 12.729(+4%) | 154(+4,1%) |
| 2020-06-22 | 2020-06-22 | | 13.207(+3,8%) | 161(+4,5%) |
| 2020-06-23 | 2020-06-23 | | 13.715(+3,8%) | 167(+3,7%) |
| 2020-06-24 | 2020-06-24 | | 14.305(+4,3%) | 174(+4,2%) |
| 2020-06-25 | 2020-06-25 | | 14.852(+3,8%) | 180(+3,4%) |
| 2020-06-26 | 2020-06-26 | | 15.369(+3,5%) | 187(+3,9%) |
| 2020-06-27 | 2020-06-27 | | 15.890(+3,4%) | 193(+3,2%) |
| 2020-06-28 | 2020-06-28 | | 16.424(+3,4%) | 198(+2,6%) |
| 2020-06-29 | 2020-06-29 | | 16.968(+3,3%) | 206(+4%) |
| 2020-06-30 | 2020-06-30 | | 17.524(+3,3%) | 213(+3,4%) |
| 2020-07-01 | 2020-07-01 | | 18.112(+3,4%) | 220(+3,3%) |
| 2020-07-02 | 2020-07-02 | | 18.684(+3,2%) | 228(+3,6%) |
| 2020-07-03 | 2020-07-03 | | 19.267(+3,1%) | 235(+3,1%) |
| 2020-07-04 | 2020-07-04 | | 19.801(+2,8%) | 241(+2,6%) |
| 2020-07-05 | 2020-07-05 | | 20.324(+2,6%) | 250(+3,7%) |
| 2020-07-06 | 2020-07-06 | | 20.837(+2,5%) | 258(+3,2%) |
| 2020-07-07 | 2020-07-07 | | 21.374(+2,6%) | 265(+2,7%) |
| 2020-07-08 | 2020-07-08 | | 21.916(+2,5%) | 274(+3,4%) |
| 2020-07-09 | 2020-07-09 | | 22.464(+2,5%) | 284(+3,6%) |
| 2020-07-10 | 2020-07-10 | | 22.990(+2,3%) | 292(+2,8%) |
| 2020-07-11 | 2020-07-11 | | 23.521(+2,3%) | 298(+2,1%) |
| 2020-07-12 | 2020-07-12 | | 24.041(+2,2%) | 306(+2,7%) |
| 2020-07-13 | 2020-07-13 | | 24.570(+2,2%) | 313(+2,3%) |
| 2020-07-14 | 2020-07-14 | | 25.113(+2,2%) | 319(+1,9%) |
| 2020-07-15 | 2020-07-15 | | 25.672(+2,2%) | 326(+2,2%) |
| 2020-07-16 | 2020-07-16 | | 26.165(+1,9%) | 334(+2,5%) |
| 2020-07-17 | 2020-07-17 | | 26.636(+1,8%) | 341(+2,1%) |
| 2020-07-18 | 2020-07-18 | | 27.133(+1,9%) | 349(+2,3%) |
| 2020-07-19 | 2020-07-19 | | 27.521(+1,4%) | 354(+1,4%) |
| 2020-07-20 | 2020-07-20 | | 27.890(+1,3%) | 363(+2,5%) |
| 2020-07-21 | 2020-07-21 | | 28.242(+1,3%) | 376(+3,6%) |
| 2020-07-22 | 2020-07-22 | | 28.633(+1,4%) | 385(+2,4%) |
| 2020-07-23 | 2020-07-23 | | 28.980(+1,2%) | 391(+1,6%) |
| 2020-07-24 | 2020-07-24 | | 29.312(+1,1%) | 400(+2,3%) |
| 2020-07-25 | 2020-07-25 | | 29.633(+1,1%) | 408(+2%) |
| 2020-07-26 | 2020-07-26 | | 30.050(+1,4%) | 417(+2,2%) |
| 2020-07-27 | 2020-07-27 | | 30.446(+1,3%) | 423(+1,4%) |
| 2020-07-28 | 2020-07-28 | | 30.858(+1,4%) | 430(+1,7%) |
| 2020-07-29 | 2020-07-29 | | 31.221(+1,2%) | 438(+1,9%) |
| 2020-07-30 | 2020-07-30 | | 31.560(+1,1%) | 441(+0,68%) |
| 2020-07-31 | 2020-07-31 | | 31.878(+1%) | 448(+1,6%) |
| 2020-08-01 | 2020-08-01 | | 32.157(+0,88%) | 454(+1,3%) |
| 2020-08-02 | 2020-08-02 | | 32.443(+0,89%) | 462(+1,8%) |
| 2020-08-03 | 2020-08-03 | | 32.863(+1,3%) | 468(+1,3%) |
| 2020-08-04 | 2020-08-04 | | 32.910(+0,14%) | 473(+1,1%) |
| 2020-08-05 | 2020-08-05 | | 33.103(+0,59%) | 476(+0,63%) |
| 2020-08-06 | 2020-08-06 | | 33.247(+0,44%) | 479(+0,63%) |
| 2020-08-07 | 2020-08-07 | | 33.376(+0,39%) | 483(+0,84%) |
| 2020-08-08 | 2020-08-08 | | 33.481(+0,31%) | 488(+1%) |
| 2020-08-09 | 2020-08-09 | | 33.568(+0,26%) | 490(+0,41%) |
| 2020-08-10 | 2020-08-10 | | 33.647(+0,24%) | 492(+0,41%) |
| 2020-08-11 | 2020-08-11 | | 33.731(+0,25%) | 495(+0,61%) |
| 2020-08-12 | 2020-08-12 | | 33.824(+0,28%) | 497(+0,4%) |
| 2020-08-13 | 2020-08-13 | | 33.915(+0,27%) | 500(+0,6%) |
| 2020-08-14 | 2020-08-14 | | 34.018(+0,3%) | 504(+0,8%) |
| 2020-08-15 | 2020-08-15 | | 34.107(+0,26%) | 506(+0,4%) |
| 2020-08-16 | 2020-08-16 | | 34.219(+0,33%) | 506(=) |
| 2020-08-17 | 2020-08-17 | | 34.343(+0,36%) | 508(+0,4%) |
| 2020-08-18 | 2020-08-18 | | 34.474(+0,38%) | 509(+0,2%) |
| 2020-08-19 | 2020-08-19 | | 34.620(+0,42%) | 510(+0,2%) |
| 2020-08-20 | 2020-08-20 | | 34.759(+0,4%) | 510(=) |
| 2020-08-21 | 2020-08-21 | | 34.921(+0,47%) | 512(+0,39%) |
| 2020-08-22 | 2020-08-22 | | 35.105(+0,53%) | 515(+0,59%) |
| 2020-08-23 | 2020-08-23 | | 35.274(+0,48%) | 518(+0,58%) |
| 2020-08-24 | 2020-08-24 | | 35.426(+0,43%) | 519(+0,19%) |
| 2020-08-25 | 2020-08-25 | | 35.559(+0,38%) | 521(+0,39%) |
| 2020-08-26 | 2020-08-26 | | 35.707(+0,42%) | 522(+0,19%) |
| 2020-08-27 | 2020-08-27 | | 35.844(+0,38%) | 524(+0,38%) |
| 2020-08-28 | 2020-08-28 | | 35.986(+0,4%) | 527(+0,57%) |
| 2020-08-29 | 2020-08-29 | | 36.174(+0,52%) | 529(+0,38%) |
| 2020-08-30 | 2020-08-30 | | 36.309(+0,37%) | 531(+0,38%) |
| 2020-08-31 | 2020-08-31 | | 36.435(+0,35%) | 534(+0,56%) |
| 2020-09-01 | 2020-09-01 | | 36.578(+0,39%) | 536(+0,37%) |
| 2020-09-02 | 2020-09-02 | | 36.732(+0,42%) | 538(+0,37%) |
| 2020-09-03 | 2020-09-03 | | 36.899(+0,45%) | 541(+0,56%) |
| 2020-09-04 | 2020-09-04 | | 37.031(+0,36%) | 543(+0,37%) |
| 2020-09-05 | 2020-09-05 | | 37.192(+0,43%) | 545(+0,37%) |
| 2020-09-06 | 2020-09-06 | | 37.329(+0,37%) | 548(+0,55%) |
| 2020-09-07 | 2020-09-07 | | 37.418(+0,24%) | 551(+0,55%) |
| 2020-09-08 | 2020-09-08 | | 37.557(+0,37%) | 552(+0,18%) |
| 2020-09-09 | 2020-09-09 | | 37.732(+0,47%) | 555(+0,54%) |
| 2020-09-10 | 2020-09-10 | | 37.874(+0,38%) | 556(+0,18%) |
| 2020-09-11 | 2020-09-11 | | 38.037(+0,43%) | 557(+0,18%) |
| 2020-09-12 | 2020-09-12 | | 38.172(+0,35%) | 559(+0,36%) |
| 2020-09-13 | 2020-09-13 | | 38.327(+0,41%) | 562(+0,54%) |
| 2020-09-14 | 2020-09-14 | | 38.403(+0,2%) | 564(+0,36%) |
| 2020-09-15 | 2020-09-15 | | 38.517(+0,3%) | 566(+0,35%) |
| 2020-09-16 | 2020-09-16 | | 38.658(+0,37%) | 569(+0,53%) |
| 2020-09-17 | 2020-09-17 | | 38.777(+0,31%) | 571(+0,35%) |
| 2020-09-18 | 2020-09-18 | | 38.894(+0,3%) | 572(+0,18%) |
| 2020-09-19 | 2020-09-19 | | 39.042(+0,38%) | 574(+0,35%) |
| 2020-09-20 | 2020-09-20 | | 39.188(+0,37%) | 575(+0,17%) |
| 2020-09-21 | 2020-09-21 | | 39.280(+0,23%) | 576(+0,17%) |
| 2020-09-22 | 2020-09-22 | | 39.378(+0,25%) | 578(+0,35%) |
| 2020-09-23 | 2020-09-23 | | 39.524(+0,37%) | 580(+0,35%) |
| 2020-09-24 | 2020-09-24 | | 39.686(+0,41%) | 581(+0,17%) |
| 2020-09-25 | 2020-09-25 | | 39.787(+0,25%) | 583(+0,34%) |
| 2020-09-26 | 2020-09-26 | | 39.895(+0,27%) | 585(+0,34%) |
| 2020-09-27 | 2020-09-27 | | 40.023(+0,32%) | 586(+0,17%) |
| 2020-09-28 | 2020-09-28 | | 40.061(+0,09%) | 588(+0,34%) |
| 2020-09-29 | 2020-09-29 | | 40.119(+0,14%) | 590(+0,34%) |
| 2020-09-30 | 2020-09-30 | | 40.229(+0,27%) | 591(+0,17%) |
| 2020-10-01 | 2020-10-01 | | 40.309(+0,2%) | 593(+0,34%) |
| 2020-10-02 | 2020-10-02 | | 40.453(+0,36%) | 594(+0,17%) |
| 2020-10-03 | 2020-10-03 | | 40.561(+0,27%) | 595(+0,17%) |
| 2020-10-04 | 2020-10-04 | | 40.691(+0,32%) | 596(+0,17%) |
| 2020-10-05 | 2020-10-05 | | 40.788(+0,24%) | 598(+0,34%) |
| 2020-10-06 | 2020-10-06 | | 40.931(+0,35%) | 600(+0,33%) |
| 2020-10-07 | 2020-10-07 | | 41.113(+0,44%) | 602(+0,33%) |
| 2020-10-08 | 2020-10-08 | | 41.304(+0,46%) | 603(+0,17%) |
| 2020-10-09 | 2020-10-09 | | 41.519(+0,52%) | 605(+0,33%) |
| 2020-10-10 | 2020-10-10 | | 41.752(+0,56%) | 608(+0,5%) |
| 2020-10-11 | 2020-10-11 | | 41.982(+0,55%) | 609(+0,16%) |
| 2020-10-12 | 2020-10-12 | | 42.104(+0,29%) | 609(=) |
| 2020-10-13 | 2020-10-13 | | 42.381(+0,66%) | 612(+0,49%) |
| 2020-10-14 | 2020-10-14 | | 42.750(+0,87%) | 616(+0,65%) |
| 2020-10-15 | 2020-10-15 | | 43.280(+1,2%) | 619(+0,49%) |
| 2020-10-16 | 2020-10-16 | | 43.789(+1,2%) | 621(+0,32%) |
| 2020-10-17 | 2020-10-17 | | 44.317(+1,2%) | 623(+0,32%) |
| 2020-10-18 | 2020-10-18 | | 44.964(+1,5%) | 626(+0,48%) |
| 2020-10-19 | 2020-10-19 | | 45.295(+0,74%) | 630(+0,64%) |
| 2020-10-20 | 2020-10-20 | | 45.879(+1,3%) | 635(+0,79%) |
| 2020-10-21 | 2020-10-21 | | 46.593(+1,6%) | 642(+1,1%) |
| 2020-10-22 | 2020-10-22 | | 47.418(+1,8%) | 648(+0,93%) |
| 2020-10-23 | 2020-10-23 | | 48.221(+1,7%) | 656(+1,2%) |
| 2020-10-24 | 2020-10-24 | | 49.013(+1,6%) | 664(+1,2%) |
| 2020-10-25 | 2020-10-25 | | 49.959(+1,9%) | 671(+1,1%) |
| 2020-10-26 | 2020-10-26 | | 50.486(+1,1%) | 679(+1,2%) |
| 2020-10-27 | 2020-10-27 | | 51.149(+1,3%) | 688(+1,3%) |
| 2020-10-28 | 2020-10-28 | | 52.137(+1,9%) | 699(+1,6%) |
| 2020-10-29 | 2020-10-29 | | 53.152(+1,9%) | 708(+1,3%) |
| 2020-10-30 | 2020-10-30 | | 54.174(+1,9%) | 718(+1,4%) |
| 2020-10-31 | 2020-10-31 | | 55.269(+2%) | 730(+1,7%) |
| 2020-11-01 | 2020-11-01 | | 56.444(+2,1%) | 740(+1,4%) |
| 2020-11-02 | 2020-11-02 | | 57.040(+1,1%) | 753(+1,8%) |
| 2020-11-03 | 2020-11-03 | | 58.282(+2,2%) | 768(+2%) |
| 2020-11-04 | 2020-11-04 | | 59.509(+2,1%) | 780(+1,6%) |
| 2020-11-05 | 2020-11-05 | | 60.873(+2,3%) | 794(+1,8%) |
| 2020-11-06 | 2020-11-06 | | 62.338(+2,4%) | 811(+2,1%) |
| 2020-11-07 | 2020-11-07 | | 63.748(+2,3%) | 824(+1,6%) |
| 2020-11-08 | 2020-11-08 | | 65.411(+2,6%) | 840(+1,9%) |
| 2020-11-09 | 2020-11-09 | | 66.046(+0,97%) | 852(+1,4%) |
| 2020-11-10 | 2020-11-10 | | 67.392(+2%) | 867(+1,8%) |
| 2020-11-11 | 2020-11-11 | | 68.594(+1,8%) | 885(+2,1%) |
| 2020-11-12 | 2020-11-12 | | 70.216(+2,4%) | 905(+2,3%) |
| 2020-11-13 | 2020-11-13 | | 71.580(+1,9%) | 927(+2,4%) |
| 2020-11-14 | 2020-11-14 | | 73.429(+2,6%) | 946(+2%) |
| 2020-11-15 | 2020-11-15 | | 75.688(+3,1%) | 967(+2,2%) |
| 2020-11-16 | 2020-11-16 | | 77.083(+1,8%) | 985(+1,9%) |
| 2020-11-17 | 2020-11-17 | | 79.158(+2,7%) | 1.005(+2%) |
| 2020-11-18 | 2020-11-18 | | 81.397(+2,8%) | 1.030(+2,5%) |
| 2020-11-19 | 2020-11-19 | | 83.994(+3,2%) | 1.053(+2,2%) |
| 2020-11-20 | 2020-11-20 | | 87.163(+3,8%) | 1.079(+2,5%) |
| 2020-11-21 | 2020-11-21 | | 89.898(+3,1%) | 1.107(+2,6%) |
| 2020-11-22 | 2020-11-22 | | 93.094(+3,6%) | 1.131(+2,2%) |
| 2020-11-23 | 2020-11-23 | | 95.281(+2,3%) | 1.160(+2,6%) |
| 2020-11-24 | 2020-11-24 | | 98.927(+3,8%) | 1.194(+2,9%) |
| 2020-11-25 | 2020-11-25 | | 102.396(+3,5%) | 1.224(+2,5%) |
| 2020-11-26 | 2020-11-26 | | 106.101(+3,6%) | 1.256(+2,6%) |
| 2020-11-27 | 2020-11-27 | | 109.813(+3,5%) | 1.291(+2,8%) |
| 2020-11-28 | 2020-11-28 | | 114.025(+3,8%) | 1.323(+2,5%) |
| 2020-11-29 | 2020-11-29 | | 118.195(+3,7%) | 1.361(+2,9%) |
| 2020-11-30 | 2020-11-30 | | 121.176(+2,5%) | 1.392(+2,3%) |
| 2020-12-01 | 2020-12-01 | | 125.602(+3,7%) | 1.433(+2,9%) |
| 2020-12-02 | 2020-12-02 | | 129.544(+3,1%) | 1.470(+2,6%) |
| 2020-12-03 | 2020-12-03 | | 133.733(+3,2%) | 1.510(+2,7%) |
| 2020-12-04 | 2020-12-04 | | 138.000(+3,2%) | 1.551(+2,7%) |
| 2020-12-05 | 2020-12-05 | | 142.323(+3,1%) | 1.593(+2,7%) |
| 2020-12-06 | 2020-12-06 | | 146.679(+3,1%) | 1.632(+2,4%) |
| 2020-12-07 | 2020-12-07 | | 149.765(+2,1%) | 1.675(+2,6%) |
| 2020-12-08 | 2020-12-08 | | 154.152(+2,9%) | 1.713(+2,3%) |
| 2020-12-09 | 2020-12-09 | | 158.555(+2,9%) | 1.755(+2,5%) |
| 2020-12-10 | 2020-12-10 | | 162.774(+2,7%) | 1.793(+2,2%) |
| 2020-12-11 | 2020-12-11 | | 167.155(+2,7%) | 1.840(+2,6%) |
| Nguồn: - State Agency of Mandatory Health Insurance - Cổng thông tin chính thức                                                                      | | | | |

### Tháng 2/2020
Vào ngày 27 tháng 2, một trụ sở hoạt động dưới Nội các Bộ trưởng đã được thành lập để ngăn chặn nguy hiểm mà đại dịch COVID-19 có thể gây ra, để thực hiện các biện pháp phòng ngừa và khẩn cấp. Trụ sở này bao gồm những người đứng đầu các tổ chức nhà nước có liên quan, dẫn đầu là Bộ trưởng Y tế của Đức, ông Ogtay Shirusiyev.
Vào ngày 28 tháng 2, nước này đã xác nhận trường hợp dương tính đầu tiên của COVID-19. Bệnh nhân, quốc tịch Nga, đã đến từ Iran. Hai trường hợp nữa sau đó đã được xác nhận ở trong nước và tất cả họ đều bị cô lập. Họ là những người quốc tịch Azerbaijan đã trở về từ Iran. Cùng ngày, Azerbaijan đóng cửa biên giới với Iran trong 2 tuần.

### Tháng 3/2020
| Dữ liệu                | Số trường hợp |
| ---------------------- | ------------- |
| Tháng hai 28 tháng 3 4 | 3             |
| Tháng ba 5-6           | 6             |
| Tháng ba 7-8           | 9             |
| Tháng ba 9             | 11            |
| Tháng ba 10            | 13            |
| Tháng ba 11-12         | 15            |
| Tháng ba 13-14         | 19            |
| Tháng ba 15-16         | 25            |
| Tháng ba 17            | 28            |

Vào ngày 4 tháng 3, Azerbaijan đã ngừng cho phép xe tải và hàng nhập khẩu từ Iran vào nước này.
Vào ngày 2 tháng 3, các quy trình giáo dục và các hoạt động liên quan khác đã bị đình chỉ từ 3-9 tháng 3 tại tất cả các cơ sở giáo dục trên cả nước để ngăn chặn sự lây lan của nhiễm COVID-19, để tăng hiệu quả của các biện pháp được thực hiện trong lĩnh vực này và tăng cường dự phòng y tế, khử trùng và các biện pháp phòng ngừa khác. Ngày đình chỉ sau đó đã được kéo dài đến ngày 27 tháng 3.
Vào ngày 5 tháng 3, ba người nữa, từ Cộng hòa Hồi giáo Iran đến Azerbaijan, đã thử nghiệm dương tính với COVID-19. Một trong số họ là một công dân Đức sinh năm 1988, và hai người khác là công dân Azerbaijan (1994 và 1999) học tập tại Qom của Iran. Những người đó được đặt cách ly trong một bệnh viện được chỉ định. Trụ sở hoạt động dưới Nội các Bộ trưởng cho biết tổng cộng có 276 người đến từ Iran đang bị cách ly với điều kiện bắt buộc trong 14-29 ngày.
Vào ngày 7 tháng 3, ba công dân Azerbaijan, trở về từ Cộng hòa Hồi giáo Iran, đã được chẩn đoán mắc virus corona COVID-19. Một trong số họ, sinh năm 1938, một thời gian sau khi trở về từ Iran, đã đến bệnh viện vì vấn đề sức khỏe. Trong quá trình kiểm tra, anh được chẩn đoán viêm phổi, và phân tích trong phòng thí nghiệm đã xác nhận thực tế nhiễm virus corona. Hai người khác, sinh viên năm 1993 và 1994, học tại thành phố Qom của Iran, đã bị cách ly khi đi qua biên giới Iran-Azerbaijan và họ bị nhiễm coronavirus.
Vào ngày 9 tháng 3, hai công dân người Ailen (sinh năm 1966 và 1978) đến từ Iran đã bị nhiễm virus corona COVID-19.
Vào ngày 10 tháng 3, hai công dân Azerbaijan (sinh năm 1960 và 1984) đã thử nghiệm dương tính với virus corona sau khi trở về từ Iran, Trụ sở hoạt động dưới Nội các Bộ trưởng báo cáo.
Ba người Đức, người trước đây đã thử nghiệm dương tính với virus corona (sinh năm 1973, 1997 và 1998) đã hồi phục sau khi được điều trị tại các bệnh viện đặc biệt và đã được xuất viện.
Vào ngày 11 tháng 3, hai trường hợp nữa đã được xác nhận. Một trong số họ, sinh năm 1969, đã xét nghiệm dương tính với COVID-19 sau khi nhập viện vì bệnh thận mãn tính là biến chứng của SLE. Cô trở về từ Iran một lúc trước. Người còn lại là một sinh viên năm 1997, bị sốt sau khi trở về từ Ý. Cả hai đều cách ly trong bệnh viện đặc biệt.
Vào ngày 12 tháng 3, người phụ nữ đã chết vì suy đa cơ quan, được chẩn đoán một ngày trước với COVID-19. Điều này đánh dấu cái chết đầu tiên của virus corona ở Azerbaijan.
Vào ngày 13 tháng 3, bốn trường hợp nữa đã được xác nhận. Họ trở về từ Iran và Ý. Azerbaijan đóng cửa biên giới với Georgia trong 10 ngày sau cuộc trò chuyện qua điện thoại giữa Thủ tướng Ali Asadov của Azerbaijan với người đồng cấp Gruzia Giorgi Gaharia.
Vào ngày 14 tháng 3, ba người Đức, người trước đây đã thử nghiệm dương tính với virus corona đã hồi phục sau khi được điều trị tại các bệnh viện đặc biệt và đã được xuất viện. Azerbaijan tạm thời đóng cửa biên giới trên bộ và trên không với Thổ Nhĩ Kỳ sau cuộc nói chuyện qua điện thoại giữa Tổng thống Cộng hòa Azerbaijan Ilham Aliyev và Tổng thống Cộng hòa Thổ Nhĩ Kỳ Recep Tayyip Erdogan 
Trụ sở hoạt động thuộc Nội các Bộ trưởng Ailen đã tiến hành các biện pháp cách ly xã hội được áp dụng trên toàn quốc từ ngày 14 tháng 3. Các biện pháp này bao gồm cấm đám cưới, lễ tang và các cuộc tụ họp đông người khác, đóng cửa các cơ sở văn hóa, nhà hát, bảo tàng, rạp chiếu phim, trung tâm giải trí, trung tâm thể thao và các cơ sở liên quan khác, cấm người thân đến thăm tất cả các cơ sở y tế, hướng dẫn cụ thể cho các quán cà phê, nhà hàng, cửa hàng, trung tâm thương mại, giao thông công cộng và vv 
Vào ngày 15 tháng 3, bốn trường hợp nữa đã được xác nhận. Sau đó vào ngày thêm hai trường hợp được xác nhận.

## Các trường hợp khác
- Vào ngày 26 tháng 2, Georgia đã xác nhận trường hợp COVID-19 đầu tiên của mình. Một người đàn ông 50 tuổi, trở về Georgia từ Iran, đã được đưa vào Bệnh viện Bệnh truyền nhiễm ở Tbilisi. Anh trở lại biên giới Gruzia qua Azerbaijan bằng taxi.[26][27][28][29]
- Vào ngày 28 tháng 2, Belarus đã xác nhận trường hợp đầu tiên. Một sinh viên đến từ Iran đã thử nghiệm dương tính vào ngày 27 tháng 2 và được đưa vào bệnh viện ở Minsk.[30][31] Các cá nhân đã đến Belarus thông qua một chuyến bay từ Baku, Azerbaijan, vào ngày 22 tháng 2.[32]
- Vào ngày 11 tháng 3, Bộ Y tế Kuwait xác nhận hai người có COVID-19, người đã tiếp xúc với một người nhiễm bệnh đã đến Kuwait từ Azerbaijan [33].

## Di tản công dân khỏi Trung Quốc
Vào ngày 1 tháng 2 , Bộ trưởng Y tế Thổ Nhĩ Kỳ Fahrettin Koca , cho biết tổng cộng 44 người, trong đó có 34 công dân Thổ Nhĩ Kỳ, 6 người Đức, 3 người Gruzia và 1 người Albania đã di tản khỏi Vũ Hán.

## Hiệu quả kinh tế xã hội
Vào ngày 4 tháng 3, chuyến tham quan đầu tiên của Giải đua xe đạp đường phố Baku (dự kiến sẽ được tổ chức vào ngày 7-8 tháng 3) và các trận đấu Giải vô địch bóng rổ của Ailen đã bị hủy bỏ.
Vào ngày 10 tháng 3, các lễ hội truyền thống liên quan đến ngày lễ Novruz ở khu vực Baku và Azerbaijan vào tháng 3 đã bị hủy bỏ.
Vào ngày 13 tháng 3, Giải vô địch Karate châu Âu lần thứ 55 (dự kiến tổ chức vào ngày 25-29 tháng 3) đã bị hủy bỏ. Ngoài ra, giải Ngoại hạng Azerbaijan đã bị hoãn lại do đại dịch. Ngoài ra, trận chung kết World Cup cho môn thể dục dụng cụ nghệ thuật (dự kiến vào ngày 14-15 tháng 3) đã bị hủy bỏ sau khi trình độ đã diễn ra.